# Woodbury (Tennessee)
Woodbury város az USA Tennessee államában, Cannon megyében, melynek megyeszékhelye. Lakosainak száma 2703 fő (2020. április 1.).

## Népesség
A település népességének változása:
| Lakosok száma | 329  | 2680 | 2703 |
|               | 1870 | 2010 | 2020 |

## Ünnepek és vásárok
A legfigyelemreméltóbb a minden tavasszal zajló The Good Ole Days. A másik jelentős esemény a Cannon County Fair minden év májusában, amely a Cannon County Fairgrounds-en kerül megrendezésre. Jelentős események még a Cannon megyei karácsonyi vásár és a heti autóbemutató a főtéren.